# Folketinget i arbejde
Folketinget i arbejde er en dansk dokumentarfilm.